# دينيس أونيل
دينيس أونيل (بالإنجليزية: Dennis O'Neil)‏ مواليد 3 مايو 1939 في سانت لويس، هو كاتب ومحرر قصص مصورة أمريكي. عمل في مارفل كومكس ودي سي كومكس من فترة الستينيات إلى التسعينات الميلادية. صنع شخصية رأس الغول بالاشتراك مع نيل آدامز.

## النشأة
ولد أونيل لعائلة الكاثوليكية في سانت لويس (ميزوري). تخرج من جامعة سانت لويس في بداية الستينات مع درجة علمية في تخصص الأدب الإنجليزي والكتابة الإبداعية، والفلسفة. ثم انضم إلى بحرية الولايات المتحدة في الوقت الذي فرض فيه الحصار على كوبا خلال أزمة الصواريخ الكوبية.

## أعماله
من القصص التي عمل عليها :
- باتمان وروبن
- عودة الرجل الوطواط
- باتمان للأبد
- ديتكتيف كومكس
- فرقة العدالة
- المرأة المعجزة
- الرجل الحديدي

## وصلات خارجية
- دينيس أونيل على موقع IMDb (الإنجليزية)
- دينيس أونيل على موقع الموسوعة البريطانية (الإنجليزية)
- دينيس أونيل على موقع ميوزك برينز (الإنجليزية)
- دينيس أونيل على موقع قاعدة بيانات الفيلم (الإنجليزية)